# Radio Judaica
Radio Judaica est une radio bruxelloise d'information sur la Belgique, la communauté juive et le monde juif. Elle a été créée en 1980 à l’initiative du Cercle Ben Gourion et est donc la plus ancienne radio juive à être créée en Europe.
Radio Judaica émet sur le 90,2 FM (en mode analogique), et 12B (en mode numérique). La chaîne émet en continu.

## Histoire
À ses débuts la chaîne fonctionne en tant que radio libre et est la cible de saisies de son matériel d'émission. Dès sa création, la chaîne de radio connait un succès et attire un public de la communauté juive pour ses émissions culturelles, politiques et d'information.
La chaîne est par la suite reconnue comme radio privée indépendante, et en 1990, la chaîne est déjà agréée par la Communauté Wallonie-Bruxelles.
Depuis lors, c'est une radio dédiée à la création, à l'échange d'idées, aux musiques (juives, en langue française et actuelles), et à l'expression de la communauté juive.
La chaîne propose des programmes de débats, d'actualités, de musiques et invite fréquemment des invités sur son plateau « les plus différemment orientées », la chaîne se voulant non-partisane.
Lors de l'attentat du musée juif de Bruxelles en 2014, l'équipe de Radio Judaica arrive directement sur les lieux et est la première à informer sur l'événement.
En 2020, la chaîne fête ses quarante années d'activité.

## Description
Pour la chercheuse Caroline Sägesser, Radio Judaica est : 

« la seule radio juive de Belgique, qui diffuse des bulletins d’information concernant Israël, des nouvelles intéressant la communauté, mais également des émissions consacrées à la vie politique ou culturelle belge. Cette radio, qui fut semble-t-il la première radio juive privée en Diaspora, a été créée à la fois pour affirmer les opinions de la partie de la communauté juive qui ne se retrouvait pas dans l’orientation progressiste du CCLJ, et pour diffuser une image d’Israël plus positive que celle apportée par la couverture des médias belges. Elle fonctionne aujourd’hui encore largement sur base du bénévolat. Elle adopte une position respectueuse de la tradition juive, n’émettant pas lors des fêtes ou le samedi. »

## Audience
En 1990, la chaîne a 30 000 à 50 000 auditeurs quotidiens, dont nombre de personnes non-juives et en périphérie de Bruxelles, attirées par le contenu de qualité proposé.